# Isole nella corrente
Isole nella corrente (Islands in the Stream) è un film del 1977 diretto da Franklin J. Schaffner, tratto dall'omonimo romanzo di Ernest Hemingway, pubblicato postumo nel 1970.

## Trama
L'artista Thomas Hudson è uno statunitense che ha lasciato alle spalle il mondo civilizzato per condurre una vita semplice nei Caraibi. Schaffner racconta la storia in quattro parti:
- L'Isola - Introduce Hudson e le persone che conosce. Si trova alla Bahamas intorno al 1940. Tom è preoccupato per il suo amico Eddy, che ama bere e le risse con chiunque trovi. Più tardi, gli abitanti dell'isola e Tom celebrano l'anniversario della Regina Madre.
- I ragazzi - Settimane dopo i festeggiamenti per la Regina Madre, Tom è riunito con i suoi tre figli. Si tratta di una riunione agrodolce, perché li aveva lasciati, assieme alla madre Audrey, quattro anni prima. Più tardi si recano ad una impegnativa battuta di pesca per la cattura di un marlin. Il pezzo si conclude come i ragazzi che tornano negli Stati Uniti, dove il figlio maggiore di Tom si arruola nella Royal Air Force in tempo per partecipare alla Battaglia d'Inghilterra. Il padre scrive loro dicendo quanto gli mancano.
- La donna - Viene introdotta la moglie di Tom Audrey. Nella speranza che possa dargli compagnia e amore, Audrey torna da Tom per cercare di capire se possono esistere ancora dei sentimenti tra di loro. Tom scopre di amare ancora sua moglie, ma il suo vero motivo della sua venuta emerge alla fine del capitolo: lei è lì per dirgli che il giovane Tom è morto. Questo rovina il tentativo di riconciliazione.
- Il viaggio - Tom cerca di aiutare i rifugiati a sfuggire ai nazisti ed è accompagnato da Joseph e Eddy. Lascia le Bahamas britanniche per le vicine acque neutrali di Cuba, Tom trova i rifugiati e cerca di condurli al porto di L'Avana e infine negli Stati Uniti. Si preoccupa di non essere in grado di assolvere alla fiducia di Eddy, che i rifugiati non possano sopravvivere al viaggio e questo viaggio possa essere un suicidio per tutti, qualora si trovassero ad affrontare la Guardia Costiera cubana. (Nel momento culminante del romanzo, Tom combatte contro un U-boat al largo della costa di Bimini.)